# Super Rugby 2011
Il Super Rugby 2011 (o Super 15 2011) fu la 16ª edizione del Super Rugby SANZAR, torneo professionistico di rugby a 15 che si disputa su base annuale tra squadre di club delle federazioni australiana, neozelandese e sudafricana.
Si trattava del primo torneo con tale nome: fino all'edizione 2010 esso si chiamava Super 14 (e, prima di allora, Super 12).
Da tale edizione fu, infatti, ammessa una quindicesima formazione, i Melbourne Rebels, squadra professionistica australiana, portando così ogni Federazione ad avere cinque club ciascuna nella competizione.
Ciò comportò modifiche nel torneo, non più a girone unico con gare di sola andata, ma con una formula che prevede che ogni squadra incontri tutte quelle del suo Paese due volte (andata e ritorno), quattro squadre di un Paese in casa propria e altre quattro del terzo Paese fuori casa, per un totale di 16 incontri più due bye corrispondenti a 8 punti in classifica.
Ai playoff furono ammesse sei squadre, rispettivamente la prima classificata di ogni conference e le tre squadre a seguire con i migliori punteggi, indipendentemente dalla posizione in classifica nella propria conference.
Vincitori del torneo furono gli australiani Reds, franchise di Brisbane, nel Queensland, che battendo in casa 18-13 i neozelandesi Crusaders si aggiudicarono il loro primo titolo dell'epoca professionistica; in precedenza avevano vinto due titoli della progenitrice di tale manifestazione, il dilettantistico Super 10.
In tale edizione di torneo, l'incontro della seconda giornata tra Hurricanes e Crusaders fu dichiarato nullo e terminato sul pareggio per 0-0 a causa del terremoto che colpì Christchurch il 22 febbraio, che costrinse i Crusaders ad annullare la trasferta a Wellington.

## Squadre partecipanti e ambiti territoriali
| Paese         | Squadra       | Sede           | Area                                          |
| ------------- | ------------- | -------------- | --------------------------------------------- |
| Australia     | Brumbies      | Canberra       | Territorio della Capitale Australiana         |
| Australia     | Rebels        | Melbourne      | Stato di Victoria                             |
| Australia     | Reds          | Brisbane       | Stato del Queensland                          |
| Australia     | Waratahs      | Sydney         | Stato del Nuovo Galles del Sud                |
| Australia     | Western Force | Perth          | Stato dell'Australia Occidentale              |
| Nuova Zelanda | Blues         | Auckland       | Penisola di North Auckland                    |
| Nuova Zelanda | Chiefs        | Hamilton       | Distretti di Hamilton, Tauranga e Rotorua     |
| Nuova Zelanda | Crusaders     | Christchurch   | Regione di Canterbury                         |
| Nuova Zelanda | Highlanders   | Dunedin        | Distretto di Otago e South Land               |
| Nuova Zelanda | Hurricanes    | Wellington     | Wellington, Palmerston North e Napier         |
| Sudafrica     | Bulls         | Pretoria       | East Rand, Limpopo                            |
| Sudafrica     | Cheetahs      | Bloemfontein   | Free State, Provincia del Capo Settentrionale |
| Sudafrica     | Lions         | Johannesburg   | Mpumalanga, Provincia del Nordovest           |
| Sudafrica     | Sharks        | Durban         | KwaZulu-Natal                                 |
| Sudafrica     | Stormers      | Città del Capo | Cape Winelands, West Coast                    |

## Stagione regolare

### Risultati
|           | 1ª giornata              |       |
| --------- | ------------------------ | ----- |
| 18-2-2011 | Hurricanes - Highlanders | 9-14  |
| 18-2-2011 | Rebels - Waratahs        | 0-43  |
| 19-2-2011 | Blues - Crusaders        | 24-22 |
| 19-2-2011 | Brumbies - Chiefs        | 28-20 |
| 19-2-2011 | Sharks - Cheetahs        | 24-9  |
| 19-2-2011 | Lions - Bulls            | 20-24 |
| 20-2-2011 | Reds - Western Force     | 21-20 |
| Rip.      | Stormers                 |       |

|           | 4ª giornata            |       |
| --------- | ---------------------- | ----- |
| 11-3-2011 | Crusaders - Brumbies   | 52-10 |
| 11-3-2011 | Rebels - Sharks        | 32-34 |
| 11-3-2011 | Stormers - Highlanders | 18-6  |
| 12-3-2011 | Hurricanes - Chiefs    | 29-26 |
| 12-3-2011 | Western Force - Blues  | 22-22 |
| 12-3-2011 | Cheetahs - Lions       | 20-25 |
| Rip.      | Bulls, Reds e Waratahs |       |
|           |                        |       |

|          | 7ª giornata            |       |
| -------- | ---------------------- | ----- |
| 1-4-2011 | Highlanders - Brumbies | 26-20 |
| 1-4-2011 | Waratahs - Chiefs      | 23-16 |
| 2-4-2011 | Blues - Cheetahs       | 29-22 |
| 2-4-2011 | Hurricanes - Bulls     | 14-26 |
| 2-4-2011 | Western Force - Rebels | 25-26 |
| 2-4-2011 | Lions - Reds           | 25-30 |
| 2-4-2011 | Sharks - Stormers      | 6-16  |
| Rip.     | Crusaders              |       |

|           | 10ª giornata                  |       |
| --------- | ----------------------------- | ----- |
| 22-4-2011 | Blues - Rebels                | 40-23 |
| 23-4-2011 | Crusaders - Highlanders       | 18-26 |
| 23-4-2011 | Reds - Waratahs               | 19-15 |
| 23-4-2011 | Western Force - Bulls         | 26-21 |
| 23-4-2011 | Sharks - Hurricanes           | 40-24 |
| 23-4-2011 | Lions - Chiefs                | 30-34 |
| Rip.      | Brumbies, Cheetahs e Stormers |       |
|           |                               |       |

|           | 13ª giornata                     |       |
| --------- | -------------------------------- | ----- |
| 13-5-2011 | Highlanders - Hurricanes         | 13-6  |
| 13-5-2011 | Reds - Blues                     | 37-31 |
| 14-5-2011 | Chiefs - Stormers                | 30-23 |
| 14-5-2011 | Brumbies - Lions                 | 20-29 |
| 14-5-2011 | Bulls - Rebels                   | 47-10 |
| 14-5-2011 | Cheetahs - Crusaders             | 33-20 |
| Rip.      | Western Force, Sharks e Waratahs |       |
|           |                                  |       |

|          | 16ª giornata                |       |
| -------- | --------------------------- | ----- |
| 3-6-2011 | Highlanders - Western Force | 14-21 |
| 3-6-2011 | Rebels - Stormers           | 3-40  |
| 3-6-2011 | Bulls - Waratahs            | 23-17 |
| 4-6-2011 | Hurricanes - Lions          | 38-27 |
| 4-6-2011 | Blues - Chiefs              | 11-16 |
| 4-6-2011 | Reds - Brumbies             | 14-22 |
| 4-6-2011 | Cheetahs - Sharks           | 18-23 |
| Rip.     | Crusaders                   |       |

|           | 2ª giornata            |       |
| --------- | ---------------------- | ----- |
| 25-2-2011 | Highlanders - Chiefs   | 23-13 |
| 25-2-2011 | Rebels - Brumbies      | 25-24 |
| 25-2-2011 | Cheetahs - Bulls       | 23-25 |
| 26-2-2011 | Hurricanes - Crusaders | 0-0   |
| 26-2-2011 | Waratahs - Reds        | 30-6  |
| 26-2-2011 | Sharks - Blues         | 26-12 |
| 26-2-2011 | Stormers - Lions       | 19-16 |
| Rip.      | Western Force          |       |

|           | 5ª giornata             |       |
| --------- | ----------------------- | ----- |
| 18-3-2011 | Chiefs - Sharks         | 15-9  |
| 18-3-2011 | Reds - Rebels           | 53-3  |
| 19-3-2011 | Highlanders - Crusaders | 13-44 |
| 19-3-2011 | Blues - Hurricanes      | 41-17 |
| 19-3-2011 | Waratahs - Cheetahs     | 3-23  |
| 19-3-2011 | Lions - Western Force   | 15-27 |
| 19-3-2011 | Bulls - Stormers        | 13-23 |
| Rip.      | Brumbies                |       |

|          | 8ª giornata              |       |
| -------- | ------------------------ | ----- |
| 8-4-2011 | Highlanders - Cheetahs   | 24-21 |
| 9-4-2011 | Crusaders - Bulls        | 27-0  |
| 9-4-2011 | Brumbies - Hurricanes    | 17-16 |
| 9-4-2011 | Western Force - Waratahs | 3-31  |
| 9-4-2011 | Stormers - Reds          | 6-19  |
| 9-4-2011 | Sharks - Lions           | 27-3  |
| Rip.     | Blues, Chiefs e Rebels   |       |
|          |                          |       |

|           | 11ª giornata              |       |
| --------- | ------------------------- | ----- |
| 29-4-2011 | Highlanders - Blues       | 10-15 |
| 30-4-2011 | Hurricanes - Reds         | 47-36 |
| 30-4-2011 | Waratahs - Rebels         | 28-26 |
| 30-4-2011 | Western Force - Crusaders | 28-9  |
| 30-4-2011 | Cheetahs - Brumbies       | 30-42 |
| 30-4-2011 | Bulls - Chiefs            | 43-27 |
| 30-4-2011 | Stormers - Sharks         | 32-12 |
| Rip.      | Lions                     |       |

|           | 14ª giornata                   |       |
| --------- | ------------------------------ | ----- |
| 20-5-2011 | Blues - Stormers               | 26-28 |
| 21-5-2011 | Crusaders - Chiefs             | 25-19 |
| 21-5-2011 | Waratahs - Lions               | 29-12 |
| 21-5-2011 | Western Force - Brumbies       | 13-13 |
| 21-5-2011 | Cheetahs - Rebels              | 41-21 |
| 21-5-2011 | Sharks - Bulls                 | 23-32 |
| Rip.      | Hurricanes, Highlanders e Reds |       |
|           |                                |       |

|           | 17ª giornata           |       |
| --------- | ---------------------- | ----- |
| 10-6-2011 | Chiefs - Hurricanes    | 18-18 |
| 10-6-2011 | Brumbies - Rebels      | 32-17 |
| 11-6-2011 | Crusaders - Blues      | 23-16 |
| 11-6-2011 | Waratahs - Highlanders | 33-7  |
| 11-6-2011 | Western Force - Reds   | 21-24 |
| 11-6-2011 | Lions - Sharks         | 30-30 |
| 11-6-2011 | Stormers - Bulls       | 16-19 |
| Rip.      | Cheetahs               |       |

|          | 3ª giornata            |       |
| -------- | ---------------------- | ----- |
| 4-3-2011 | Crusaders - Waratahs   | 33-18 |
| 4-3-2011 | Lions - Blues          | 32-41 |
| 5-3-2011 | Chiefs - Rebels        | 38-10 |
| 5-3-2011 | Brumbies - Reds        | 25-31 |
| 5-3-2011 | Western Force - Sharks | 12-39 |
| 5-3-2011 | Stormers - Cheetahs    | 21-15 |
| 5-3-2011 | Bulls - Highlanders    | 28-35 |
| Rip.     | Hurricanes             |       |

|           | 6ª giornata              |       |
| --------- | ------------------------ | ----- |
| 25-3-2011 | Crusaders - Sharks       | 44-28 |
| 25-3-2011 | Rebels - Hurricanes      | 42-25 |
| 26-3-2011 | Reds - Cheetahs          | 41-8  |
| 26-3-2011 | Chiefs - Blues           | 13-16 |
| 26-3-2011 | Brumbies - Waratahs      | 22-29 |
| 26-3-2011 | Stormers - Western Force | 51-16 |
| 26-3-2011 | Bulls - Lions            | 30-23 |
| Rip.      | Highlanders              |       |

|           | 9ª giornata              |       |
| --------- | ------------------------ | ----- |
| 15-4-2011 | Chiefs - Crusaders       | 16-34 |
| 15-4-2011 | Rebels - Highlanders     | 18-40 |
| 16-4-2011 | Blues - Waratahs         | 31-17 |
| 16-4-2011 | Reds - Bulls             | 39-30 |
| 16-4-2011 | Lions - Stormers         | 19-33 |
| 16-4-2011 | Cheetahs - Hurricanes    | 47-50 |
| 17-4-2011 | Brumbies - Western Force | 19-27 |
| Rip.      | Sharks                   |       |

|          | 12ª giornata             |       |
| -------- | ------------------------ | ----- |
| 6-5-2011 | Hurricanes - Blues       | 11-17 |
| 6-5-2011 | Rebels - Reds            | 18-33 |
| 6-5-2011 | Lions - Cheetahs         | 19-53 |
| 7-5-2011 | Chiefs - Highlanders     | 20-7  |
| 7-5-2011 | Waratahs - Western Force | 20-15 |
| 7-5-2011 | Stormers - Crusaders     | 14-20 |
| 7-5-2011 | Sharks - Brumbies        | 34-16 |
| Rip.     | Bulls                    |       |

|           | 15ª giornata               |       |
| --------- | -------------------------- | ----- |
| 27-5-2011 | Hurricanes - Western Force | 34-28 |
| 28-5-2011 | Highlanders - Lions        | 22-26 |
| 28-5-2011 | Brumbies - Stormers        | 3-16  |
| 28-5-2011 | Sharks - Waratahs          | 26-21 |
| 28-5-2011 | Bulls - Cheetahs           | 32-21 |
| 29-5-2011 | Reds - Crusaders           | 17-16 |
| Rip.      | Blues, Chiefs e Rebels     |       |
|           |                            |       |

|           | 18ª giornata           |       |
| --------- | ---------------------- | ----- |
| 17-6-2011 | Blues - Highlanders    | 33-16 |
| 17-6-2011 | Rebels - Western Force | 24-27 |
| 18-6-2011 | Chiefs - Reds          | 11-19 |
| 18-6-2011 | Crusaders - Hurricanes | 16-9  |
| 18-6-2011 | Waratahs - Brumbies    | 41-7  |
| 18-6-2011 | Bulls - Sharks         | 23-26 |
| 18-6-2011 | Cheetahs - Stormers    | 34-44 |
| Rip.      | Lions                  |       |

### Classifica
| OQF                      |     | Squadra       | G  | V  | N | P  | Bye | PF  | PS  | P±   | B  | Pt |
| ------------------------ | --- | ------------- | -- | -- | - | -- | --- | --- | --- | ---- | -- | -- |
| Australian Conference    |     |               |    |    |   |    |     |     |     |      |    |    |
|                          | 1.  | Reds          | 18 | 13 | 0 | 3  | 2   | 429 | 309 | +120 | 6  | 66 |
|                          | 5.  | Waratahs      | 18 | 10 | 0 | 6  | 2   | 398 | 252 | +146 | 9  | 57 |
|                          | 12. | Western Force | 18 | 5  | 2 | 9  | 2   | 333 | 416 | -83  | 5  | 37 |
|                          | 13. | Brumbies      | 18 | 4  | 1 | 11 | 2   | 314 | 437 | -123 | 7  | 33 |
|                          | 15. | Rebels        | 18 | 3  | 0 | 13 | 2   | 281 | 570 | -289 | 4  | 24 |
| New Zealand Conference   |     |               |    |    |   |    |     |     |     |      |    |    |
|                          | 3.  | Crusaders     | 18 | 11 | 1 | 4  | 2   | 436 | 273 | +163 | 7  | 61 |
|                          | 4.  | Blues         | 18 | 10 | 1 | 5  | 2   | 405 | 335 | +70  | 10 | 60 |
|                          | 8.  | Highlanders   | 18 | 8  | 0 | 8  | 2   | 296 | 343 | -47  | 5  | 45 |
|                          | 9.  | Hurricanes    | 18 | 5  | 2 | 9  | 2   | 328 | 398 | -70  | 10 | 42 |
|                          | 10. | Chiefs        | 18 | 6  | 1 | 9  | 2   | 332 | 348 | -16  | 6  | 40 |
| South African Conference |     |               |    |    |   |    |     |     |     |      |    |    |
|                          | 2.  | Stormers      | 18 | 12 | 0 | 4  | 2   | 400 | 257 | +143 | 7  | 63 |
|                          | 6.  | Sharks        | 18 | 10 | 1 | 5  | 2   | 407 | 339 | +68  | 7  | 57 |
|                          | 7.  | Bulls         | 18 | 10 | 0 | 6  | 2   | 416 | 370 | +46  | 6  | 54 |
|                          | 11. | Cheetahs      | 18 | 5  | 0 | 11 | 2   | 435 | 437 | +2   | 12 | 40 |
|                          | 14. | Lions         | 18 | 3  | 1 | 12 | 2   | 351 | 477 | -126 | 7  | 29 |

## Fase a playoff
|  | Preliminari | Preliminari    | Preliminari    |  |  | Semifinali | Semifinali    | Semifinali    |  |  | Finale        | Finale        |  |  |  |  |
|  |             |                |                |  |  |            |               |               |  |  |               |               |  |  |  |  |
|  |             | 24 giugno 2011 |                |  |  |            |               |               |  |  |               |               |  |  |  |  |
|  | 4           | Blues          | 26             |  |  |            |               |               |  |  |               |               |  |  |  |  |
|  | 5           | Waratahs       | 13             |  |  |            | 2 luglio 2011 | 2 luglio 2011 |  |  |               |               |  |  |  |  |
|  |             |                |                |  |  | 1          | Reds          | 30            |  |  |               |               |  |  |  |  |
|  |             |                |                |  |  | 4          | Blues         | 13            |  |  | 9 luglio 2011 | 9 luglio 2011 |  |  |  |  |
|  |             |                |                |  |  |            |               |               |  |  | Reds          | 18            |  |  |  |  |
|  |             |                |                |  |  |            | 2 luglio 2011 | 2 luglio 2011 |  |  | Crusaders     | 13            |  |  |  |  |
|  |             |                |                |  |  | 2          | Stormers      | 10            |  |  |               |               |  |  |  |  |
|  |             | 25 giugno 2011 | 25 giugno 2011 |  |  | 3          | Crusaders     | 29            |  |  |               |               |  |  |  |  |
|  | 3           | Crusaders      | 36             |  |  |            |               |               |  |  |               |               |  |  |  |  |
|  | 6           | Sharks         | 8              |  |  |            |               |               |  |  |               |               |  |  |  |  |

### Preliminari
| Arbitro: | Chris Pollock |

|                                    |      |                          |
| 23’ Munro 62’ A. Williams          | mt   | 17’ T. Carter 73’ Turner |
| 23’ McAlister 62’ Munro            | tr   |                          |
| 33’, 36’, 55’ Munro 78’ McAllister | c.p. | 31’ Beale                |

| Arbitro: | Bryce Lawrence |

|                                          |      |             |
| 31’ S.B. Williams 49’ Read 77’ B. Franks | mt   | 10’ Alberts |
| 31’, 49’ Carter 77’ Berquist             | tr   |             |
| 1’, 35’, 47’, 57’, 74’ Carter            | c.p. | 42’ Lambie  |

### Semifinali
| Arbitro: | Jonathan Kaplan |

|                                 |      |                    |
| 11’, 47’, 56’ Davies 29’ Tapuai | mt   | 40’ Lowrey         |
| 11’, 47’ Cooper                 | tr   | 40’ Brett          |
| 37’ Cooper                      | c.p. | 45’, 52’ McAlister |
| 74’ Cooper                      | drop |                    |

| Arbitro: | Craig Joubert |

|            |      |                                |
| 38’ Habana | mt   | 15’ Maitland 33’ Fruean        |
| 39’ Grant  | tr   | 16’, 35’ Carter                |
| 6’ Grant   | c.p. | 13’, 19’, 24’, 42’, 64’ Carter |

### Finale
| Arbitro: | Bryce Lawrence |

| |              | |
| 50’ Ioane 67’ Genia | mt           | 34’ Carter |
| 50’ Cooper | tr           | 34’ Carter |
| 31’, 37’ Cooper | c.p.         | 49’ Carter |
| · Lance · R. Davies · A. Fainga’a · Tapuai · Ioane · Cooper · Genia · Samo · 59’ Beau Robinson · Higginbotham · Horwill · 59’ Simmons · Holmes · 61’ S. Fainga’a · Daley | Formazioni   | · T. Marshall · Maitland · Fruean 74’ · S.B. Williams · Guildford · Carter · Ellis 59’ · Read · McCaw · G. Whitelock 56’ · S. Whitelock 71’ · Thorn · O. Franks 59’ · Flynn · Crockett |
| · 59’ Gill · 59’ Wallace-Harrison · 61’ Hanson | Sostituzioni | · Todd 56’ · Fotuali’i 59’ · B. Franks 59’ · Romano 71’ · Crotty 74’ |
| Ewen McKenzie | Allenatori   | Todd Blackadder |